# Ashley Nicole Black
Ashley Nicole Black (Los Angeles, 15 giugno 1985) è una comica, attrice, sceneggiatrice e produttrice televisiva statunitense.

## Biografia
Ashley Nicole Black è nata il 15 giugno 1985 a Los Angeles, ma è cresciuta a Walnut in California. Nel 2007, si è laureata in arti teatrali presso l'Università della California - Santa Cruz. Successivamente, ha frequentato la Northwestern University di Evanston. In seguito ha deciso di abbandonare gli studi per lavorare nel mondo della commedia. La sua carriera è iniziata col prendere parte alla compagnia comica di improvvisazione, The Second City. Dal 2016 al 2017, ha sceneggiato 62 episodi di Full Frontal with Samantha Bee. Per questo lavoro, è stata candidata a 6 Premi Emmy, riuscendo a vincere nel 2017 per la miglior sceneggiatura in una serie varietà. Black è apparsa nella serie di Comedy Central, Drunk History, e nel film del 2014 An American Education.
Nel 2019, è entrata a far parte dei Writers Guild of America. Nel 2019, sceneggiato e recitato in alcuni episodi della serie Bless This Mess.
Dal 2019 al 2021, ha sceneggiato la serie della HBO A Black Lady Sketch Show.  Dal 2021 al 2022, ha interpretato Starla nella serie Tab Time. Nel 2022, ha vinto il Premio Emmy alla miglior serie commedia per Ted Lasso. Dal 2021, doppia alcuni personaggi nella serie animata Bob's Burgers. Nel 2022, ha doppiato Harley nel film Bob's Burgers - Il film.

## Filmografia

### Attrice

#### Cinema
- Canal Street, regia di Rhyan LaMarr (2018)
- Glimpse, regia di Theresa Rebeck (2022)

#### Televisione
- An American Education, regia di Craig Zisk - film TV (2014)
- Full Frontal with Samantha Bee - serie TV, episodio 2x16 (2017)
- Puffy - miniserie TV (2018)
- A Black Lady Sketch Show - serie TV, 18 episodi (2019-in corso)
- Tab Time - serie TV, 14 episodi (2021-2022)
- Bad Money - serie TV, 6 episodi (2024)
- Shrinking - serie TV, episodio 2x01 (2024)

### Sceneggiatrice
- Full Frontal with Samantha Bee - serie TV, 62 episodi (2017)
- Bless This Mess - serie TV, episodio 2x08 (2019)
- A Black Lady Sketch Show - serie TV, 14 episodi (2019-2022)
- The Amber Ruffin Show - serie TV, episodio 1x20 (2021)
- Ted Lasso - serie TV, episodio 2x03 (2021)
- Bad Money - serie TV, episodio 1x07 (2024)
- Shrinking - serie TV, episodio 2x01 (2024)

### Produttrice
- Bless This Mess - serie TV, 2 episodi (2019)
- Ted Lasso - serie TV, 12 episodi (2021)
- Bad Money - serie TV, 10 episodi (2024)

### Doppiatrice
- The Great North - serie TV, 4 episodi (2021-in corso)
- Bob's Burgers - serie TV, 7 episodi (2021-in corso)
- Bob's Burgers - Il film (The Bob's Burger Movie), regia di Loren Bouchard e Bernard Derriman (2022)

## Riconoscimenti
- Premio Emmy
  - 2016 - Candidatura alla migliore sceneggiatura in una serie varietà per Full Frontal with Samantha Bee
  - 2017 - Migliore sceneggiatura in una serie varietà per Full Frontal with Samantha Bee
  - 2017 - Candidatura alla migliore sceneggiatura in una serie varietà per Full Frontal with Samantha Bee
  - 2018 - Candidatura alla migliore sceneggiatura in una serie varietà per Full Frontal with Samantha Bee
  - 2018 - Candidatura alla migliore sceneggiatura in una serie varietà per Full Frontal with Samantha Bee
  - 2019 - Candidatura alla migliore sceneggiatura in una serie varietà per Full Frontal with Samantha Bee
  - 2021 - Candidatura alla migliore sceneggiatura in una serie varietà per The Amber Ruffin Show
  - 2021 - Candidatura alla migliore sceneggiatura in una serie varietà per A Black Lady Sketch Show
  - 2022 - Miglior serie commedia per Ted Lasso
- NAACP Image Award
  - 2022 - Candidatura alla miglior sceneggiatura in una serie commedia per Ted Lasso
- Producers Guild of America Awards
  - 2022 - Candidatura alla miglior sceneggiatura per una serie commedia per Ted Lasso
- Writers Guild of America Award
  - 2022 - Candidatura alla miglior serie commedia per Ted Lasso